# Ixodes spinipalpis
Ixodes spinipalpis este o specie de căpușe din genul Ixodes, familia Ixodidae, descrisă de Hadwen și Thomas Nuttall în anul 1916. Conform Catalogue of Life specia Ixodes spinipalpis nu are subspecii cunoscute.